# Gare de Schenectady

La  gare de Schenectady est une gare ferroviaire des États-Unis située à Schenectady dans l'État de New York; elle est desservie par plusieurs lignes d'Amtrak.

## Histoire
Elle est construite en 1979.

## Service des voyageurs

### Desserte
Elle est desservie par des liaisons longue-distance Amtrak :
- L'Adirondack: Montréal - New York
- L'Empire Service: Niagara Falls (NY) - New York
- L'Ethan Allen Express: Rutland - New York
- Le Lake Shore Limited: Chicago - Boston/New York
- Le Maple Leaf: Toronto - New York